# Treilles-en-Gâtinais
Treilles-en-Gâtinais település Franciaországban, Loiret megyében. Lakosainak száma 294 fő (2022. január 1.). Treilles-en-Gâtinais Préfontaines, Corquilleroy, Courtempierre, Girolles, Gondreville és Mignères községekkel határos.

## Népesség
A település népessége az elmúlt években az alábbi módon változott:
| Lakosok száma | 301  | 287  | 276  | 289  | 284  | 279  | 287  | 295  | 293  | 294  |
|               | 1968 | 1982 | 1990 | 2006 | 2013 | 2015 | 2017 | 2019 | 2020 | 2022 |